# Vương Ninh (1961)
Vương Ninh (Tiếng Trung: 王宁, bính âm Hán ngữ: Wáng Níng, tiếng Latinh: Wang Ning, sinh tháng 4 năm 1961), là người Hán, chính trị gia nước Cộng hòa Nhân Dân Trung Hoa. Ông là Ủy viên Ủy ban Trung ương Đảng Cộng sản Trung Quốc khóa XX, Ủy viên dự khuyết khóa XIX, hiện là Bí thư Tỉnh ủy tỉnh Vân Nam, Chủ nhiệm Ủy ban Thường vụ Nhân Đại kiêm Bí thư thứ nhất Quân ủy Quân khu Vân Nam. Ông nguyên là Phó Bí thư Tỉnh ủy, Bí thư Đảng tổ, Tỉnh trưởng Chính phủ Nhân dân tỉnh Phúc Kiến; Phó Bí thư chuyên chức Tỉnh ủy Phúc Kiến, Bí thư Thành ủy thành phố Phúc Châu kiêm Bí thư Đảng Công ủy Tân khu Phúc Châu; Thường vụ Tỉnh ủy, Bộ trưởng Bộ Tổ chức Tỉnh ủy Phúc Kiến; Ủy viên Đảng tổ, Phó Bộ trưởng Bộ Nhà ở và Kiến thiết thành thị, nông thôn Trung Quốc.
Vương Ninh là đảng viên Đảng Cộng sản Trung Quốc, học vị Cử nhân Kỹ thuật công nghiệp, Cao cấp Công trình sư, có sự nghiệp hơn 30 năm công tác ở cơ quan kiến thiết, xây dựng nhà ở ở trung ương.

## Xuất thân và giáo dục
Vương Ninh có nguyên quán là huyện cấp thị Tương Hương, địa cấp thị Tương Đàm, tỉnh Hồ Nam. Ông sinh ra và lớn lên ở thành phố Thẩm Dương, tỉnh Liêu Ninh, Cộng hòa Nhân dân Trung Hoa. Năm 1979, Vương Ninh bắt đầu nhập học tại Học viện Công trình kiến trúc Liêu Ninh (nay đổi tên thành Đại học Kiến trúc Thẩm Dương – 沈阳建筑大学). Năm 1983, ông tốt nghiệp cử nhân chuyên ngành Xây dựng và Kỹ thuật công nghiệp. Sau đó ông tiếp tục học tập và nhận học vị cao cấp Công trình sư chuyên môn kiến trúc công nghiệp hóa. Tháng 6 năm 1983, ông được kết nạp Đảng Cộng sản Trung Quốc.

## Sự nghiệp

### Bộ Kiến thiết
Tháng 8 năm 1983, Vương Ninh bắt đầu sự nghiệp, được nhận vào làm cơ quan nhà nước, bổ nhiệm là Công vụ viên công tác ở Bộ Nhà ở và Phát triển Thành thị – Nông thôn Trung Quốc (中华人民共和国住房和城乡建设部). Vương Ninh lần lượt công tác ở Cục Quản lý kiến trúc (cấp ty, sảnh), Cục Quản lý kiến trúc thị trường, Chuyên viên Trợ lý thanh tra. Tháng 6 năm 1999, Vương Ninh nhậm chức Chuyên viên Trợ lý thanh tra Cục Quản lý kiến trúc, công vụ viên cấp phó sảnh. Sau khi nhậm chức không lâu, ông được điều chuyển về công tác ở Tân Cương. Từ tháng 6 năm 1999 đến tháng 10 năm 2002, ông giữ chức Ủy viên Đảng ủy sảnh, Phó Sảnh trưởng Sảnh Kiến thiết, Chính phủ Nhân dân Khu tự trị Tân Cương.
Tháng 10 năm 2002, Vương Ninh được điều về trung ương, giữ chức Phó Cục trưởng Cục Quản lý kiến trúc thị trường, Bộ Nhà ở và Kiến thiết thành thị, nông thôn Trung Quốc. Tháng 10 năm 2005, ông là Phó Chủ nhiệm Văn phòng Kiểm toán, Bộ Kiến thiết, chủ trì công tác, được thăng hàm chính sảnh, địa. Tháng 8 năm 2008, ông nhậm chức Cục trưởng Cục Nhân sự, Bộ Kiến thiết. Tháng 6 năm 2013, Vương Ninh được Tổng lý Quốc vụ viện Lý Khắc Cường bổ nhiệm làm Ủy viên Đảng ủy, Phó Bộ trưởng Bộ Kiến thiết, Ủy viên Ủy ban Tổng hợp trị an xã hội Trung ương Trung Quốc. Ông giữ hàm phó tỉnh, bộ.

### Phúc Kiến
Tháng 12 năm 2015, Vương Ninh được điều chuyển về công tác ở tỉnh Phúc Kiến, bổ nhiệm làm Thường vụ Tỉnh ủy, Bộ trưởng Bộ Tổ chức Tỉnh ủy Phúc Kiến. Vài tháng sau, đầu năm 2016, ông kiêm nhiệm thêm chức vụ Phó Chủ nhiệm Ủy ban Cơ cấu biên chế Phúc Kiến. Ông cũng đồng thời là Hiệu trưởng Trường Đảng tỉnh Phúc Kiến từ tháng 4 năm 2016. Tháng 6 năm 2017, ông được bổ nhiệm làm Thường vụ Tỉnh ủy tỉnh Phúc Kiến, Bí thư Thành ủy thành phố Phúc Châu, kiêm nhiệm Phó Chủ nhiệm Ủy ban Cơ cấu biên chế Phúc Kiến, Bí thư Đảng Công ủy Tân khu Phúc Châu. Ông là đại biểu Đại hội Đảng vào tháng 10 năm 2017, ông được bầu làm Ủy viên dự khuyết Ủy ban Trung ương Đảng Cộng sản Trung Quốc khóa XIX tại Đại hội Đảng Cộng sản Trung Quốc lần thứ 19.
Tháng 5 năm 2018, Vương Ninh được bổ nhiệm làm Phó Bí thư Tỉnh ủy tỉnh Phúc Kiến, Bí thư Thành ủy thành phố Phúc Châu, kiêm Bí thư Đảng Công ủy Tân khu Phúc Châu. Vương Ninh tiếp tục giữ các vị trí này và kiêm nhiệm thêm chức vụ Bí thư Đảng ủy Chính phủ Nhân dân tỉnh Phúc Kiến từ tháng 6 năm 2020. Vương Ninh đóng vai trò công tác ở tỉnh lỵ Phúc Châu, kiêm nhiệm lãnh đạo đường lối vận hành và phát triển của Tân khu Phúc Châu, một khu vực chiến lược của tỉnh Phúc Kiến. Ngày 02 tháng 7 năm 2020, tại Hội nghị lần thứ 20, Nhân Đại Phúc Kiến khóa XIII, Vương Ninh được bầu làm Phó Tỉnh trưởng Chính phủ Nhân dân tỉnh Phúc Kiến, quyền Tỉnh trưởng Chính phủ Nhân dân tỉnh Phúc Kiến. Vương Ninh chính thức là thủ trưởng hành chính tỉnh Phúc Kiến, giữ quyền chức vụ hàm cấp chính tỉnh, bộ.

### Vân Nam
Tháng 10 năm 2021, Bộ Tổ chức, Ban Bí thư Trung ương Đảng họp bàn và điều động Vương Ninh tới tỉnh Vân Nam, vào Ban Thường vụ Tỉnh ủy, nhậm chức Bí thư Tỉnh ủy Vân Nam. Ông chính thức kế nhiệm Nguyễn Thành Phát, trở thành lãnh đạo thứ nhất, quản lý toàn diện tỉnh Vân Nam từ khi nhậm chức ngày 19 tháng 10 năm 2021, đồng thời kiêm nhiệm là Chủ nhiệm Ủy ban Thường vụ Đại hội đại biểu Nhân dân tỉnh Vân Nam, Bí thư thứ nhất Quân ủy Quân khu Vân Nam. Tháng 10 năm 2022, ông tham gia Đại hội Đảng Cộng sản Trung Quốc lần thứ XX, được bầu là Ủy viên Ủy ban Trung ương Đảng Cộng sản Trung Quốc khóa XX.